# T Sagittae
T Sagittae är en halvregelbunden variabel av SRB-typ i stjärnbilden Pilen. 
Stjärnan varierar mellan fotografisk magnitud +10,4 och 11,9 med en period av 165,5 dygn.